# Ophiorrhiza mitchelloides
Ophiorrhiza mitchelloides är en måreväxtart som först beskrevs av Genkei Masamune, och fick sitt nu gällande namn av Hsien Shui Lo. Ophiorrhiza mitchelloides ingår i släktet Ophiorrhiza och familjen måreväxter. Inga underarter finns listade i Catalogue of Life.